# Cratere Abenezra
Abenezra è un cratere lunare intitolato allo scrittore ebraico medievale Abrāhām ibn ‛Ezrā; è situato nella regione corrugata che si trova nella parte centro-meridionale dell'emisfero sempre rivolto verso la Terra. È collegato, all'estremo sudorientale, con il cratere Azophi; si trova a sudovest del cratere Geber e in prossimità del cratere Sacrobosco (di notevoli dimensioni).

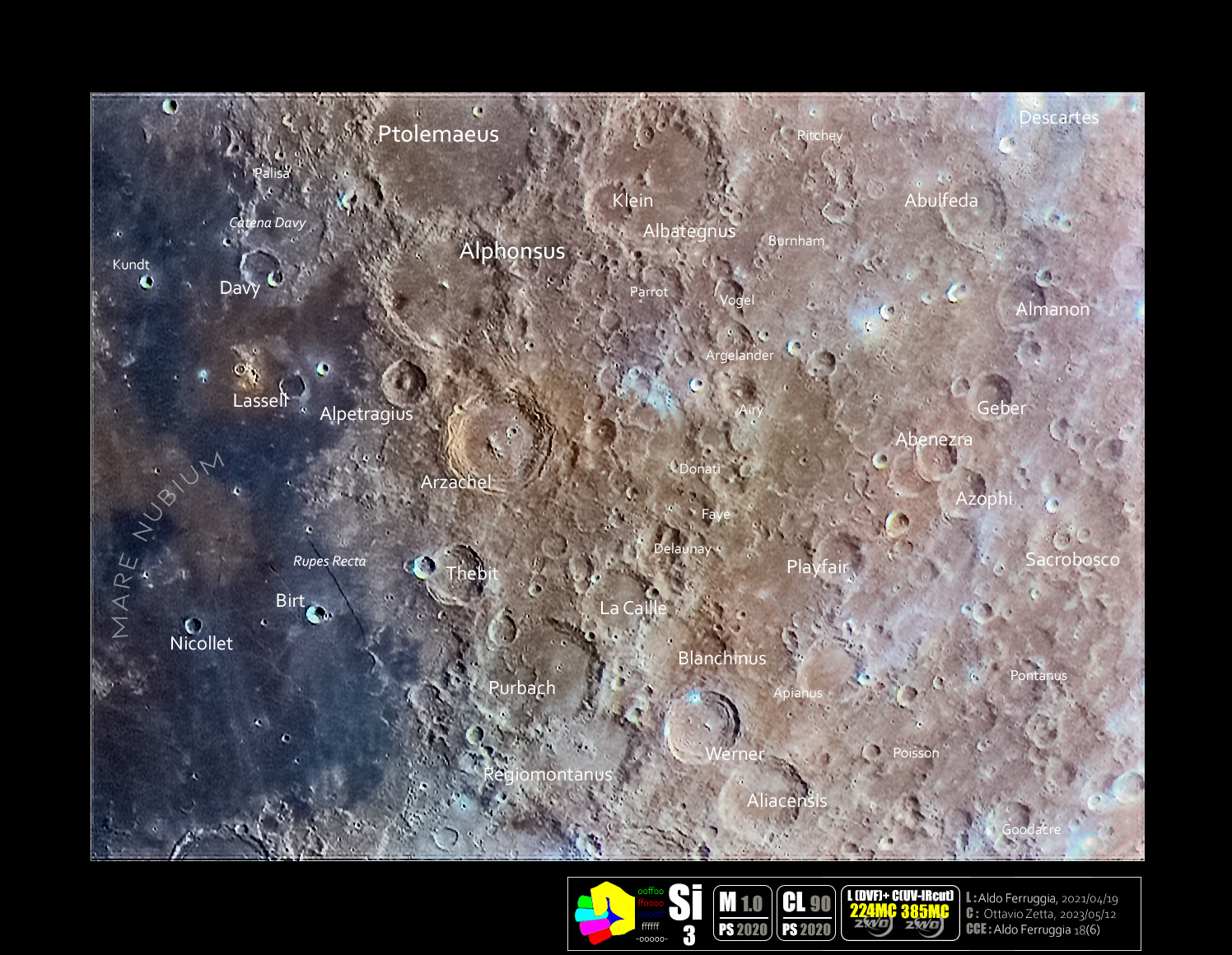
Il cratere(a destra) con le strutture vicine in una Immagine Selenocromatica(Si)

Le pareti del cratere mostrano una forma spiccatamente poligonale e sono parzialmente terrazzate; il fondo è irregolare e corrugato da piccoli rilievi sinuosi, dalla forma inusuale. Il cratere sconfina nella parte orientale del cratere minore noto come 'Abenezra C'.

## Crateri correlati
Alcuni crateri minori situati in prossimità di Abenezra sono convenzionalmente identificati, sulle mappe lunari, attraverso una lettera associata al nome.
| Abenezra | Coordinate            | Diametro (in km) |
| -------- | --------------------- | ---------------- |
| A        | 22°47′24″S 10°26′24″E | 22,19            |
| B        | 20°49′12″S 10°03′36″E | 13,77            |
| C        | 21°22′12″S 11°05′24″E | 43,69            |
| D        | 21°45′36″S 9°39′00″E  | 7,25             |
| E        | 21°27′36″S 9°24′00″E  | 14,11            |
| F        | 21°34′48″S 10°20′24″E | 6,3              |
| G        | 20°31′48″S 11°00′00″E | 4,92             |
| H        | 21°05′24″S 12°42′36″E | 4,72             |
| J        | 19°55′12″S 10°41′24″E | 4,26             |
| P        | 20°01′12″S 9°51′00″E  | 39,27            |